# Коджия, Коффи
Бонавентура Коффи Коджия (фр. Bonaventura Coffi Codjia; род. 9 декабря 1967, Котону) — бенинский футбольный судья. На данный момент является одним из наиболее опытных арбитров Африки.

## Карьера
Коффи Коджия начинал свою карьеру как футболист, однако, в возрасте 19 лет получил травму и переквалифицировался в футбольные арбитры. Не без помощи своего отца, в прошлом арбитра международной категории, Коджия быстро превратился в ведущего рефери не только страны, но и всего континента, став самым молодым африканским арбитром с международной лицензией. По своей профессии бенинец — морской инспектор. Владеет английским, французским и фон языками. Основные увлечения — чтение и велоспорт.
Судил следующие матчи:
- Финал Кубка КАФ 1999 года
- Финал Лиги Чемпионов КАФ 2001 года (первый матч)
- Финал Кубка Африки 2008 года

Коджия стал судьёй ФИФА в 1994 году. Принимал участие в следующих турнирах: Чемпионат мира 2002 и 2006, Клубный чемпионат мира по футболу 2007, Кубок Африки — 2000, 2002, 2004, 2006 и 2008, Кубок Азии 2004, Кубок конфедераций 1999 и 2003, Юношеский ЧМ-2001 и 2005, квалификационный турнир к ЧМ-2006 и ЧМ-2010 в зоне КАФ.
ФИФА включила Коффи Коджия в предварительный список судей — кандидатов для участия на Чемпионате мира 2010.